# Ebba Grön

Ebba Grön fue una banda de punk/rock y permaneció unida desde el 1977 al 1982

Ebba Grön fue una banda de punk/rock sueca surgida en Estocolmo y activa desde 1977 hasta 1983. El grupo estaba formado por Joakim Thåström (voz y guitarra), Gunnar Ljungstedt (batería) y Lennart Eriksson (bajo y coros). A lo largo de su corta trayectoria han lanzado un total del tres discos, además de convertirse en uno de los grupos más emblemáticos del punk en sueco.

## Discografía

### LP
- We're Only in It for the Drugs (1979) No. 21 (SWE)
- Kärlek & uppror (1981) No. 5 (SWE)
- Ebba Grön (1982) No. 1 (SWE)

### EP/sencillos
- Antirock (Profit/Ung & Sänkt) (1978)
- Prorock (Tyst För Fan/Mona Tumbas Slim Club) (1978)
- Total-Pop (Vad Ska Du Bli?/Häng Gud) (1979) No. 18 (SWE)
- Ung & Kåt/Staten & Kapitalet (1980) No. 11 (SWE)
- Scheisse/Tyna bort (1981) No. 3 (SWE)

### Recopilaciones
- Samlade singlar (1983) No. 17 (SWE)
- Ebba Grön 1978-1982 (1993) No. 17 (SWE)
- Ebba Grön Live (1998) No. 4 (SWE)
- Boxen (1998) - 4 CDs with the complete works
- Ebba Grön samlingen (2005) - Double CD No. 14 (SWE)

### Películas
- Ebba the Movie (1982)